# Mieczysław Stępiński
Mieczysław Stępiński (ur. 1 marca 1884 w Krakowie, zm. wiosną 1940 w Charkowie) – major saperów Wojska Polskiego, ofiara zbrodni katyńskiej.

## Życiorys
Mieczysław Stępiński był synem Kazimierza i Marii z Jamków. Urodził się 1 marca 1884 roku w Krakowie.
Uczestniczył w wojnie polsko-bolszewickiej. W latach 1921–1928 służył jako oficer w batalionie mostowym oddelegowany na początku do prac w Departamencie V Inżynierii i Saperów Ministerstwa Spraw Wojskowych w Warszawie, a następnie jako kierownik Rejonu Inżynierii i Saperów Pińsk w Kobryniu.
3 maja 1922 roku został zweryfikowany w stopniu majora ze starszeństwem z dniem 1 czerwca 1919 roku i 78. lokatą w korpusie oficerów inżynierii i saperów. W 1928 roku został dowódcą VI batalionu saperów w Krakowie. 5 listopada 1928 roku otrzymał przeniesienie do 5 Okręgowego Szefostwa Saperów w Krakowie na stanowisko referenta. 12 marca 1929 roku został zwolniony z zajmowanego stanowiska i pozostawiony bez przynależności służbowej z równoczesnym oddaniem do dyspozycji dowódcy Okręgu Korpusu Nr V w Krakowie.
Z dniem 31 sierpnia 1929 roku został przeniesiony w stan spoczynku. W 1934 roku pozostawał w ewidencji Powiatowej Komendy Uzupełnień w Wadowicach.
W czasie kampanii wrześniowej 1939 roku – po agresji ZSRR na Polskę – w nieznanych okolicznościach dostał się do niewoli sowieckiej i przebywał w obozie w Starobielsku. Wiosną 1940 roku został zamordowany przez funkcjonariuszy NKWD w Charkowie i pogrzebany w bezimiennej mogile zbiorowej w Piatichatkach, gdzie od 17 czerwca 2000 roku mieści się oficjalnie Cmentarz Ofiar Totalitaryzmu w Charkowie. Figuruje na Liście Starobielskiej NKWD pod poz. 3277.

## Upamiętnienie
5 października 2007 roku minister obrony narodowej Aleksander Szczygło – decyzją nr 439/MON – mianował go pośmiertnie na stopień podpułkownika. Awans został ogłoszony 9 listopada 2007 roku w Warszawie, w trakcie uroczystości „Katyń Pamiętamy – Uczcijmy Pamięć Bohaterów”.

## Ordery i odznaczenia
- Krzyż Walecznych – dwukrotnie (1922)[18]